# Atala (Milaan)
Atala is een Italiaans historisch merk van motorfietsen.
De bedrijfsnaam was: Offizina Meccanica Atala, Milaan.
Atala begon in 1925 met de productie van motorfietsen. Het merk maakte eigen frames, maar gebruikte de in Italië populaire Britse inbouwmotoren. Dit waren motorblokken van JAP- en Blackburne van 173- tot 498 cc. Begin jaren dertig werden de verhoudingen tussen het Verenigd Koninkrijk en Italië vertroebeld door de Italiaanse expansiedrift richting Abessinië, die resulteerde in de Tweede Italiaans-Ethiopische Oorlog. Daardoor werden elkaars producten minder populair en de handel werd moeilijker. Wellicht was dat de reden dat de productie van de Atala-motorfietsen in 1934 stopte.
- Er was nog een merk met de naam Atala, zie Atala (Padua).